# Теракт в Могадишо (2010)
Террористический акт в Могадишо произошёл 1 мая 2010 года, целью атаки стала мечеть около рынка Бакаара. В результате двойного взрыва в мечети в столице Сомали погибли по меньшей мере 45 человек, более ста человек получили ранения.

## Ход атаки
В 13:00 по местному времени прогремели 2 взрыва в мечети города Могадишо. После взрывов, в Бакааре началась вооружённая борьба между охраной рынка и радикальными исламистскими боевиками. В перестрелке погибло 2 человека, ещё 13 получили ранения.
В результате взрыва погиб высокопоставленный руководитель Джамаат Аш-Шабааб, а другой лидер был тяжело ранен. По словам очевидцев все кто находился внутри мечети были убиты или ранены. Боевики из Аш-Шабааба охраняли эту мечеть, поэтому основной версией произошедшего является конфликт между многочисленными преступными группировками Могадишо.